# اسکندیا (کانزاس)
اسکندیا (به انگلیسی: Scandia) شهری در ایالت کانزاس کشور ایالات متحده آمریکا است که جمعیت آن در سرشماری سال ۲۰۱۰ میلادی، ۳۷۲ نفر بوده‌است.